# Arismendy Peguero
Arismendy Peguero, född den 2 augusti 1980, är en friidrottare från Dominikanska republiken som tävlar i kortdistanslöpning.
Peguero deltog vid VM i Helsingfors 2005 där han blev fyra i semifinalen på 400 meter vilket inte räckte för att ta sig vidare till finalen. Vid VM 2007 i Osaka blev han åter utslagen i semifinalen på 400 meter. 
Vid Inomhus-VM 2008 blev han tillsammans med Carlos Santa, Pedro Mejia och Yoel Tapia blev bronsmedaljör på 4 x 400 meter efter USA och Jamaica.
Han deltog även vid Olympiska sommarspelen 2008 där han blev utslagen i kvalet på 400 meter.

## Personliga rekord
- 400 meter - 44,92